# Die letzten Tage von Neu-Paris
Die letzten Tage von Neu-Paris (Originaltitel: The Last Days of New Paris) ist ein Fantasyroman des britischen Schriftstellers China Miéville aus dem Jahr 2016. In der Alternativweltgeschichte verbünden sich surrealistische Künstler mit Partisanen, um Paris von der nationalsozialistischen Besatzung zu befreien.

## Inhalt

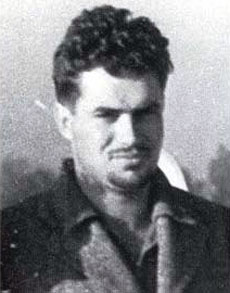
Parsons (1941), Hauptfigur eines Zeitstrangs des Romans

Jack Parsons, ein amerikanischer Ingenieur, Okkultist und Schüler Aleister Crowleys, ist 1941 für Forschungen zur Geschichte des Golems auf dem Weg nach Prag. Er möchte den Golem gegen die Nationasozialisten entfesseln. In Marseille begegnet er einer Widerstandsgruppe. In ihr sammeln sich surrealistische Avantgarde-Künstler, unter anderem André Breton, dazu regimekritische Diplomaten und Revolutionäre, die ihr Heimatland verlassen mussten. In Parsons weckt die Gruppe zwar Hoffnung, doch der Widerstand erscheint ihm eher symbolisch und er belächelt die Künstler. Er sucht nach handgreiflicheren Methoden. Eine von ihm gebaute okkulten Maschine, die S-Bombe, wird gestohlen und explodiert in Paris. Sie setzt surreale Phantasien frei, die entscheidenden Einfluss auf den Krieg nehmen.

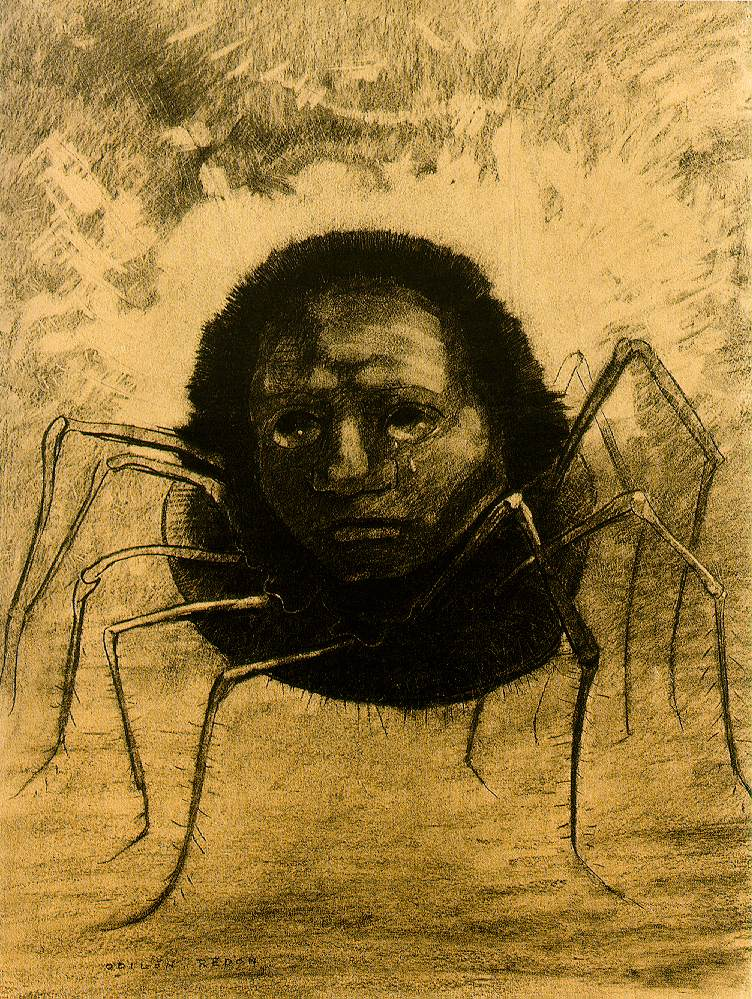
Die weinende Spinne, Kohlezeichnung von Odilon Redon, 1881

1950 ist Paris immer noch von den Nationalsozialisten besetzt und vom übrigen Frankreich abgeriegelt. Sam, eine mysteriöse amerikanische Fotografin, und der surrealistische Widerstandskämpfer Thibaut von der Gruppe La Main à plume bewegen sich durch das neue, virtuelle Paris, inmitten eines andauernden Guerillakampfes zwischen Résistance und Nationalsozialisten. Paris wurde bereits von der S-Bombe getroffen: Surrealistische Texte und Kunstwerke sind lebendig geworden, stampfen als Kaijū durch die Stadt und machen die Straßen unsicher. Doch auch die Träume von Nicht-Künstlern und die Werke derer, die sich wie Symbolisten und Dekadentisten als Vorläufer der Surrealisten sehen, sind dabei. Die Naturgesetze sind außer Kraft gesetzt. Leonora Carringtons Gefährt aus I am an Amateur of Velocipedes bewegt sich ebenso durch die Stadt wie die von Odilon Redon mit Kohle gezeichnete Weinende Spinne.
Die Nationalsozialisten haben Neu-Paris eingekesselt. Sie versuchen, ihre eigenen Kreationen wie die Skulpturen von Arno Breker den surrealistischen Artefakten entgegenzusetzen.
Thibaut entdeckt, dass ihr geheimes Experiment, der „Fall Rot“, kurz vor dem Erfolg steht. Dieser ist durch eine Zusammenarbeit des Mediziners und Kriegsverbrechers Josef Mengele mit Robert Alesch entstanden und erscheint als Kombination von Wissenschaft und Okkultismus: Ein riesiger Mensch mit überdimensionalem deutschen Helm, kalt-weißer Haut und einem Mund voll spitzer Zähne.
Zusammen mit der Fotografin Sam setzt Thibaut alles daran, die höllischen Pläne der Nazis zu durchkreuzen und das Schlimmste zu verhindern. Diese versuchen, die Artefakte am Entkommen zu hindern. Jedenfalls so lange, bis die lebendigen Leichen von Aleister Crowley, Josef Mengele, Robert Alesch und Adolf Hitler mit der Hölle einen Pakt geschlossen haben, um mit den Manifestationen fertig zu werden.
Ein Entkommen aus der Stadt gibt es für Sam und Thibaut nur, wenn die beiden sich mit Bretons Cadavre Exquis verbünden, dem gefährlichsten der nun belebten Artefakte.

## Zentrale Themen

### Das Wesen der Kunst
Die Manifestationen, die der okkulten Maschine, letztlich aber der Kreativität von Menschen entspringen, stehen für eine wesentliche Eigenschaft der Kunst: Sie lässt sich nicht beherrschen oder berechnen, ihre Schöpfungen sind keinerlei Gesetzmäßigkeiten unterworfen, der Zufall spielt eine große Rolle. Damit stehen die lebendig gewordenen Kunstwerke im Roman selbst zu den Teufeln im Gegensatz: Diese werden von den Nationalsozialisten zu Hilfe geholt, müssen sich aber selbst an Verträge und Regeln der okkulten Wissenschaft halten. Die programmatische Ästhetik des Romans sah Thorsten Krämer auf deutschlandfunk.de im letzten Satz der Beschreibung des Cadavre Exquis versteckt: „Ein absichtsloses Ganzes, vom Zufall vernähte Teile.“

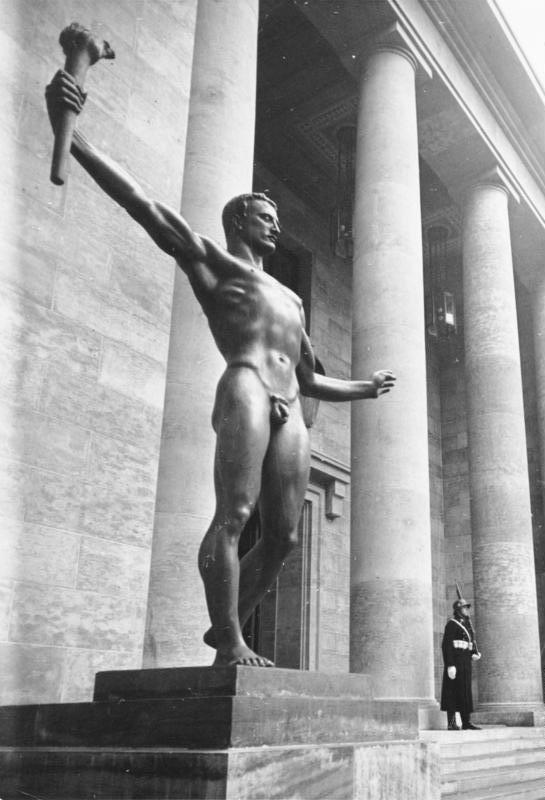
Statue "Partei" von Arno Breker als Beispiel für die Manifestationen aus dem Bereich der nationalsozialistischen Kunst

Die Begegnung der surrealistischen und der nationalsozialistischen Manifestationen zeigt das Aufeinandertreffen einer freien und einer von einem Regime kontrollierten Kunst. Die Kunst spielt eine wesentliche Rolle für das politische Geschehen.
Miéville zeigt auch, wie Wissenschaft, Magie und sogar Kunst ungeplant zerstörerische Folgen haben können.

### Revolutionärer Ansatz
Doch die Fantasien sind nicht beliebig, Literatur ist nicht etwa L’art pour l’art. Sie hat einen revolutionären Kern, auf den es auch den Surrealisten ankam.

### Okkulte Machenschaften der Nationalsozialisten
Die okkulten Machenschaften der Nationalsozialisten sind ein beliebter Topos der Trash-Kultur. Im Roman wird hierzu ein geheimes Experiment, der „Fall Rot“, in den Raum gestellt.

## Struktur
Die zwei Zeitstränge sind in den Jahren 1941 und 1950 angesiedelt. Begonnen wird mit 1950, der andere Zeitstrang wird als Rückblick eingeflochten. Er erzählt, wie es zu der Situation von 1950 kam.
Das Nachwort bildet einen Rahmen für die beiden Zeitstränge. Darin berichtet der Erzähler, was ihn zum Schreiben des Romans bewogen habe. Die umfangreichen Anmerkungen beschreiben die Manifestationen und ordnen sie kunstgeschichtlich ein.

## Stellung im Werk
Der Schauplatz erinnere, so Josefson in Der Standard, an New Crobuzon aus Miévilles Bas-Lag-Romanen aus dem Frühwerk, die ab 2000 veröffentlicht wurden. Beides seien Orte „mit urbanem Irrsinn, politischem Widerstandsgeist, seltsamen Mischwesen und Manifestationen des Ideellen“.

## Stellung in der Literaturgeschichte
Der Roman weist typische Motive des Genre Alternativweltgeschichte auf: Die Hauptfigur Thibaut wird von den Manifestationen nicht angegriffen, es wird mit verdeckten Identitäten gespielt und die Eskalation steht kurz bevor.

## Rezeption
Josefson urteilte in Der Standard, der Roman sei „eine ultradichte Packung aus anarchischem Spaß und scharfem Intellekt“. Er lobte: „Mitreißend kreativ und hochpolitisch, China Miéville ist hier in Bestform unterwegs.“

## Ausgaben
- Englische Originalausgabe: The last days of new Paris a novella. Del Rey Books, 2016
- The last Days of new Paris. Pan macmillian, Ltd. Picador, 2017, ISBN 978-1-4472-9654-6
- Englische Taschenbuchausgabe: The last Days of new Paris. Pan macmillian, Ltd. Picador, 2018, ISBN 978-1-4472-9655-3
- Deutsche Ausgabe in der Übersetzung von Andreas Fliedner: Golkonda-Verlag, Europa Verlage GmbH, München, 2019, ISBN 978-3-946503-86-6